# Soezdalse Kroniek
De Soezdalse Kroniek (Oudkerkslavisch: Суздальскаѧ Лѣтопись Soezdal'skaę Lětopys'; modern Russisch: Суздальская летопись Soezdal'skaia letopis'), ook bekend als de Kroniek van Vladimir-Soezdal, Soezdal–Vladimirse Kroniek of Laurentius–Radziwiłł–Academische Kroniek (LRAC), is een Oudoostslavische kroniek. Het is een van vele voortzettingen van de Primaire Kroniek (PVL).
In de strikste zin van de term wordt met Soezdalse Kroniek alleen het stuk tussen 1177 en 1203 bedoeld, waarvan de bronteksten sterk overeenkomen in vier overgeleverde handschriften: de Laurentiuscodex, de Academische Kroniek, de Radziwiłłkroniek en de Kroniekschrijver van Pereyaslavl-Soezdal (LPS). In de ruimste zin bevat de Soezdalse Kroniek gebeurtenissen vanaf het jaar 1111 tot het jaar 1305, zoals overgeleverd in de Laurentiuscodex (de oudste kopie, daterend uit 1377, in kolommen 289–437). De kroniek gaat over de late periode van het Kievse Rijk; de Laurentius-voortzetting tot aan het jaar 1305 bevat ook gebeurtenissen van de daaropvolgende Roes' vorstendommen onder de vroege suzereiniteit van de Gouden Horde. Zij heeft een pro-Joerjevitsji dynastiek standpunt en een focus op de noordoostelijke vorstendommen van Vladimir-Soezdal, waar de kroniek werd samengesteld.

## Tekstgetuigen

De noordoostelijke Roes' vorstendommen van Vladimir-Soezdal en hun buren na de Slag bij Lipitsa (1216)

- De Radziwiłłkroniek (ofwel het Koningsbergse Handschrift) levert een voortzetting tot aan het jaar 1206, gebaseerd op aantekeningen van gebeurtenissen van de stad Vladimir aan de Kljazma.[6]
- De Academische Kroniek (of (Moskovische) Academische Kroniek/Handschrift) bevat tot 1206 een tekst die bijna identiek is aan die van de Radziwiłłkroniek. Daarna volgt een tekst die bijna identiek is aan die van de Sofia Eerste Kroniek voor de jaren 1205/1206–1238.[7] Tot slot bevat het van 1238/1240 tot 1418 en kroniekverzameling die voornamelijk gericht is op gebeurtenissen in en rondom de stad Rostov Veliki.[6][7]
- De Laurentiuscodex levert een eigen voortzetting tot het jaar 1305, gebaseerd op een verloren gegane Tverse codex uit 1305.[8] De kopie van de Soezdalse Kroniek zoals aangetroffen in de Laurentiuscodex heeft zes missende bladen (twaalf bladzijden): na folium 169 ontbreken er vijf bladen betreffende de gebeurtenissen van 6771–6791 (1263–1283); na folium 170 ontbreekt er een blad over de gebeurtenissen van 6796–6802 (1288–1293). Het aantal ontbrekende bladen is geschat op basis van parallelle teksten van nauw verwante kronieken. Er is ook een hypothese dat de laatste lacune niet veroorzaakt is door het verloren gaan van een blad, maar een omissie in de protograaf.[bron?]
- De Kroniekschrijver van Pereyaslavl-Soezdal (Летописец Переяславля Суздальского Letopisets Perejaslavlja Suzdal'skogo, LPS) is opgenomen in een 15e-eeuwse compilatie. De tekst begint in 1139 en loopt door tot en met 1214.[4]

## Inhoud
- In de Laurentiuscodex bevat de Soezdal'–Vladimirse Kroniek kolommen 289–437[9] (148 kolommen in totaal, beginnend bij folium 96).
  - Kolommen 312–351 (40 kolommen in totaal) bestrijken de slepende successiestrijd van 1146–1162 om de troon van Kiev.[10]
    - Kolommen 323–326 bestrijken de jaren 1149–1155 en focussen op de inspanningen van Joeri Dolgoroeki (gesteund door by Andrej Bogoljoebski) om de Kievse troon te bemachtigen en vast te houden.[11]
    - In kolom 346, gedateerd op 1155, verwijdert Andrej de Icoon van de Moeder Gods uit Vysjhorod en verplaatst deze naar Vladimir aan de Kljazma.[12]

  - Kolommen 351–352 vertellen de controverse over het vasten in Soezdal van 1164.[13]
  - Kolommen 354–355 vertellen de Plundering van Kiev (1169),[14] die in de Soezdal–Vladimirse Kroniek hoofdzakelijk wordt gerechtvaardigd door te verwijzen naar de controverse over het vasten in Soezdal van 1164.[13]
  - Kolommen 367–369 bevatten de Korte lofrede aan Andrej Bogoljoebski.[15] (De Lange lofrede aan Andrej Bogoljoebski is te vinden in de Kievse Kroniek kolommen 580–595).[15]
  - Kolommen 409–411 vertellen de verwoestende brand van 1193 in Vladimir aan de Kljazma, die een groot deel van de stad in de as legde.[16] De Laurentius-tekst voegt hier een homilie aan toe, waarin de stadsbrand wordt verklaard in termen van zondigheid en de noodzaak om tot inkeer te komen jegens God, eindigend met "Amen" (аминь).[17] Dit homilie van 1193 ontbreekt geheel in de Radziwiłłkroniek en de Kroniekschrijver van Pereyaslavl-Soezdal (LPS); echter, beide noemen wel het woord "Amen" aan het eind van het lemma voor het jaar 1185, wat de Laurentius-versie dan weer niet doet.[17]

## Wetenschappelijke studies

### Compositie
De Laurentiuscodex verzamelde verschillende handschriften van de kronieken van Vladimir. De Laurentiuscodex werd niet slechts gekopieerd door de Nizjegorodse monnik Laurentius (opdracht gegeven in 1377, ofwel door metropolitaanbisschop Dionysius van Soezdal ofwel door vorst Dmitry Konstantinovitsj van Nizjni Novgorod-Soezdal). Sommige wetenschappers denken dat het gehele eerste segment van de Kroniek van Vladimir-Soezdal tot het jaar 1193 is geschreven in de periode 1177–1193.
Omdat de Laurentius-homilie van 1193 ontbreekt in Radziwiłł en LPS, die echter wel een "Amen" hebben in 1185 waar Laurentius dat niet heeft, hebben eerdere onderzoekers zoals Sjachmatov (1902, 1938), Priselkov (1940) en Prochorov (1989) verondersteld dat de "Vladimir"-kroniek in meerdere fasen is samengesteld, waarbij twee of drie mogelijke redacties hebben plaatsgevonden midden jaren 1170, in 1185 en/of in 1193. Alan Timberlake (2000) testte deze hypotheses taalkundig en vond bewijsmateriaal voor vier te onderscheiden segmenten: 1177–1185a, 1185b–1188, 1189–1190 en 1192–1203. Hoewel hij redactionele activiteit in 1185 kon bevestigen, vond hij andere taalkundige verdelingen die geen enkele eerdere geleerde had voorgesteld en concludeerde hij dat er geen grens was in 1193, maar in plaats daarvan een doorlopend verhaal van 1192 tot 1203. Laurentius, Radziwiłł en LPS 'komen sterk overeen tot en met 1203, na welk punt ze divergeren (uit elkaar gaan).'
De oorspronkelijke tekst over de gebeurtenissen van 1284 tot 1305 was een verloren gegane codex die in 1305 werd samengesteld voor de grootvorst Michaël van Tver, maar Laurentius redigeerde de voorstelling van Joeri II van Vladimir, de stichter van Nizjni Novgorod, van positief naar negatief, waarbij hij tevens de rol van de Tataren deels rehabiliteerde. Vasily Komarovitsj (1976) bestudeerde sporen van veranderingen binnen het manuscript en stelde een hypothese op over verschillen tussen Laurentius' versie en de verloren gegane versie van de Tver-kroniek.

### Vergelijking met deKievse Kroniek
De tekst van de Soezdal'–Vladimirse Kroniek vertoont sterke gelijkenissen met die van de Kievse Kroniek zoals aangetroffen in de Hypatiuscodex, maar ook enkele merkwaardige verschillen. Jaroslaw Pekenski (1988) maakte de volgende vergelijking (cursivering door Pelenski):
| Kievse Kroniek | Soezdal–Vladimirse Kroniek |
| --- | --- |
| Hetzelfde jaar [1155] ging vorst Andrej (weg) van zijn vader vanuit Vyšhorod naar Soezdal' zonder zijn vaders toestemming; en uit Vyšhorod nam hij mee de Icoon van de Moeder Gods, die vanuit Cesarjagrad was gebracht op hetzelfde schip als de [Icoon van] Pirogošča. En hij liet het inlijsten in dertig-grivny-goudgewicht, naast zilver, edelstenen en grote parels. En nadat hij aldus [de Icoon] had opgeluisterd, plaatste hij het in zijn eigen kerk van de Moeder Gods in Vladimir. | Hetzelfde jaar [1155] ging vorst Andrej (weg) van zijn vader vanuit Vyšhorod naar Soezdal'; en hij bracht met zich mee de Icoon van de Moeder Gods, die vanuit Cesarjagrad was gebracht op hetzelfde schip als de [Icoon van] Pirogošča. En hij liet het inlijsten in dertig-grivny-goudgewicht, naast zilver, edelstenen en grote parels. En nadat hij aldus [de Icoon] had opgeluisterd, plaatste hij het in zijn eigen kerk in Vladimir. |

Pelenski observeerde dat de Kievse Kroniek de daden van Andrej beschreef als ongepast en illegaal (diefstal), terwijl de Soezdal'–Vladimirse Kroniek al dat soort verwijzingen wegliet. Dat is in lijn met hoe de Kievse in het algemeen ambivalent of openlijk kritisch is op de regeerperiode van Andrej, terwijl de Soezdal'–Vladimirse positief en complimenteus is over zijn daden.
Francis Butler (2012) merkte op dat de Legende van Gorislava van Polotsk sub anno 1128 is opgenomen in de Soezdalse Kroniek, maar niet in de Kievse Kroniek. Toch zijn beide voortzettingen van de Primaire Kroniek, waarin de verwante Legende van Rogned' van Polotsk wordt verteld sub anno 980.